# Peñarrubia (El Abra)
Peñarrubia es un municipio perteneciente a  la provincia de El Abra en la región administrativa de La Cordillera (RAC) situada al norte de la  República de Filipinas y de la isla de Luzón, en su interior.

## Geografía
Tiene una extensión superficial de 38.29 km² y según el censo del 2007, contaba con una población de 6 443 habitantes, 6 544 el día primero de mayo de 2010

### Ubicación
Se encuentra a una altitud de 669 metros sobre el nivel del mar.
| Noroeste: Bangued | Norte: Bangued | Noreste: Bucay |
| Oeste: Bangued    |                | Este: Bucay    |
| Suroeste: Bangued | Sur: Bangued   | Sureste: Bucay |

### Barangayes
Peñarrubia  se divide administrativamente en 9 barangayes, ocho de carácter rural y uno urbano.
| Barangay                | Población (2007) | Población (2010) | Código (2012) |
| ----------------------- | ---------------- | ---------------- | ------------- |
| Dumayco                 | 1,092            | 1 102            | 140117001     |
| Lusuac                  | 901              | 1 053            | 140117002     |
| Namarabar               | 577              | 548              | 140117003     |
| Patiao                  | 576              | 608              | 140117004     |
| Malamsit (Pau-Malamsit) | 577              | 640              | 140117005     |
| Población               | 1,121            | 994              | 140117006     |
| Riang (Tiang)           | 764              | 810              | 140117007     |
| Santa Rosa              | 417              | 382              | 140117008     |
| Tattawa                 | 418              | 407              | 140117009     |